# Trausnitz
Trausnitz é um município da Alemanha, situado no distrito de Schwandorf, no estado da Baviera. Tem 17,61 km² de área, e sua população em 2019 foi estimada em 965 habitantes.